# Alerta de tornado

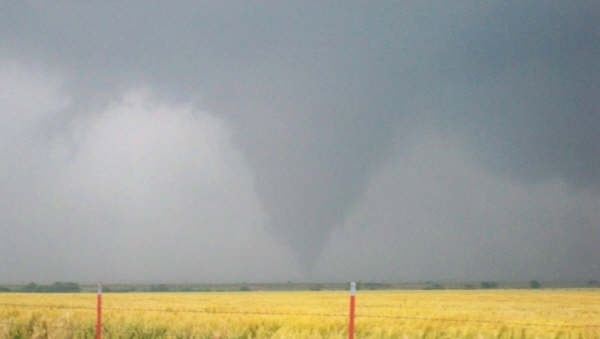
Tornado cerca de la ciudad de Douglas (Oklahoma), el 24 de mayo de 2008.

Una alerta de tornado o (Aviso de Tornado en Estados Unidos) es un aviso emitido por los servicios meteorológicos con el fin de informar que puede ser inminente la formación de tornados en una tormenta grave. Se emite luego de haberse avistado un tornado, una nube embudo o, más comúnmente, si hay índices de tornados en los radares meteorológicos.
Cuando esta alerta ocurre, las sirenas de tornado suenan advirtiendo a la población que deben tomar medidas de seguridad inmediatamente. Es una alerta de mayor nivel que el «aviso de tornado», pero puede ser superada por un aviso aun mayor, conocido como «emergencia de tornado».

## Criterio
Una alerta de tornado puede ser emitida cuando se presentan algunas de las siguientes condiciones:
- se ha informado un tornado, o
- se ha informado una nube embudo, o
- el radar ha indicado una fuerte rotación en niveles bajos, o
- una tromba se dirige a tierra firme.

Una alerta de tornado significa que existe un peligro inmediato para el área alertada, por el tornado mismo o por la tormenta grave capaz de generarlo. En la trayectoria de la tormenta en cuestión es urgente buscar refugio. Una alerta de tornado no es lo mismo que un aviso de tornado: este último indica solo que las condiciones son favorables para el desarrollo de tornados.
Generalmente (pero no siempre) una alerta de tornado además implica el riesgo de fuertes ráfagas de viento o de granizo en la tormenta. Una «alerta de tormenta grave» puede ascender a «alerta de tornado» si las condiciones la avalan.
En Estados Unidos, el Servicio Meteorológico Nacional emite alertas de tornados y tormentas graves sobre la base de la trayectoria de la tormenta, aunque a veces son incluidos condados enteros, especialmente si son pequeños.
En Canadá se utiliza un criterio similar y las alertas son emitidas por el Servicio Meteorológico de Canadá y por el Ministerio de Ambiente de Canadá en Vancouver, Edmonton, Winnipeg, Toronto, Montreal y Halifax.
Algunos países como Argentina, Bangladés o India, si bien se encuentran en zonas tornádicas, no cuentan con una «alerta de tornado» propiamente dicha.